# Digitaria exilis
Digitaria exilis là một loài thực vật có hoa trong họ Hòa thảo. Loài này được (Kippist) Stapf mô tả khoa học đầu tiên năm 1915.

## Hình ảnh

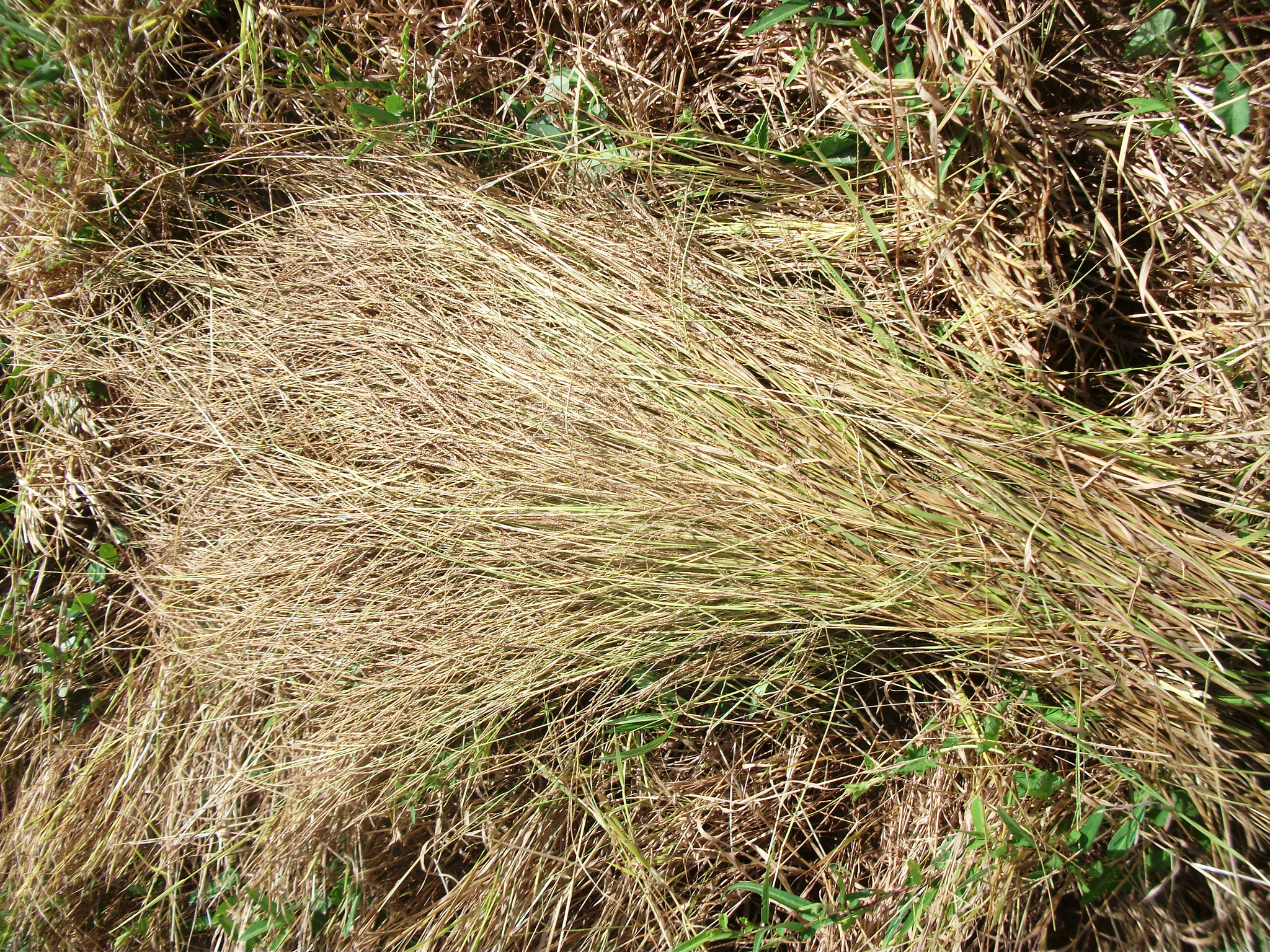
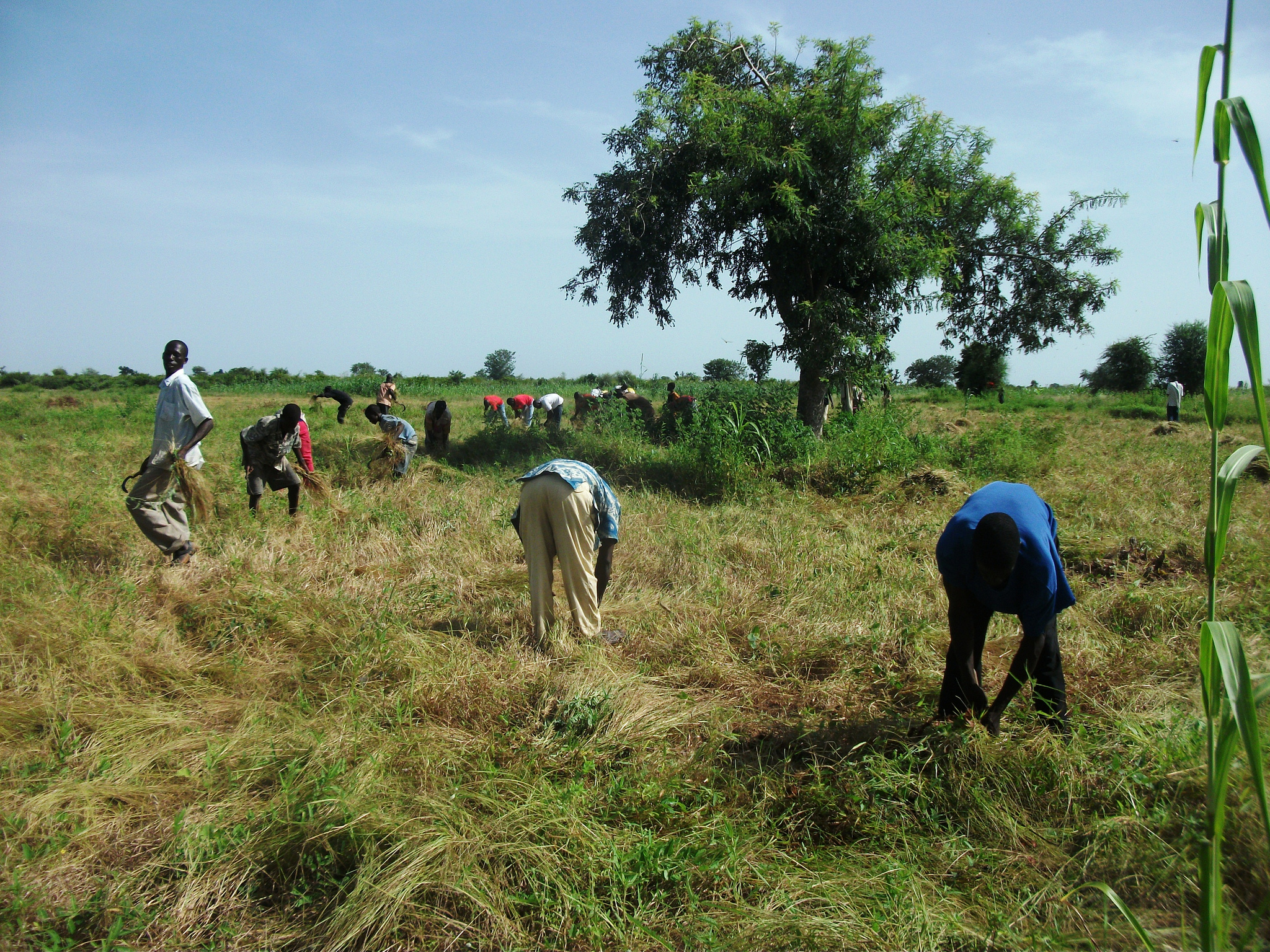
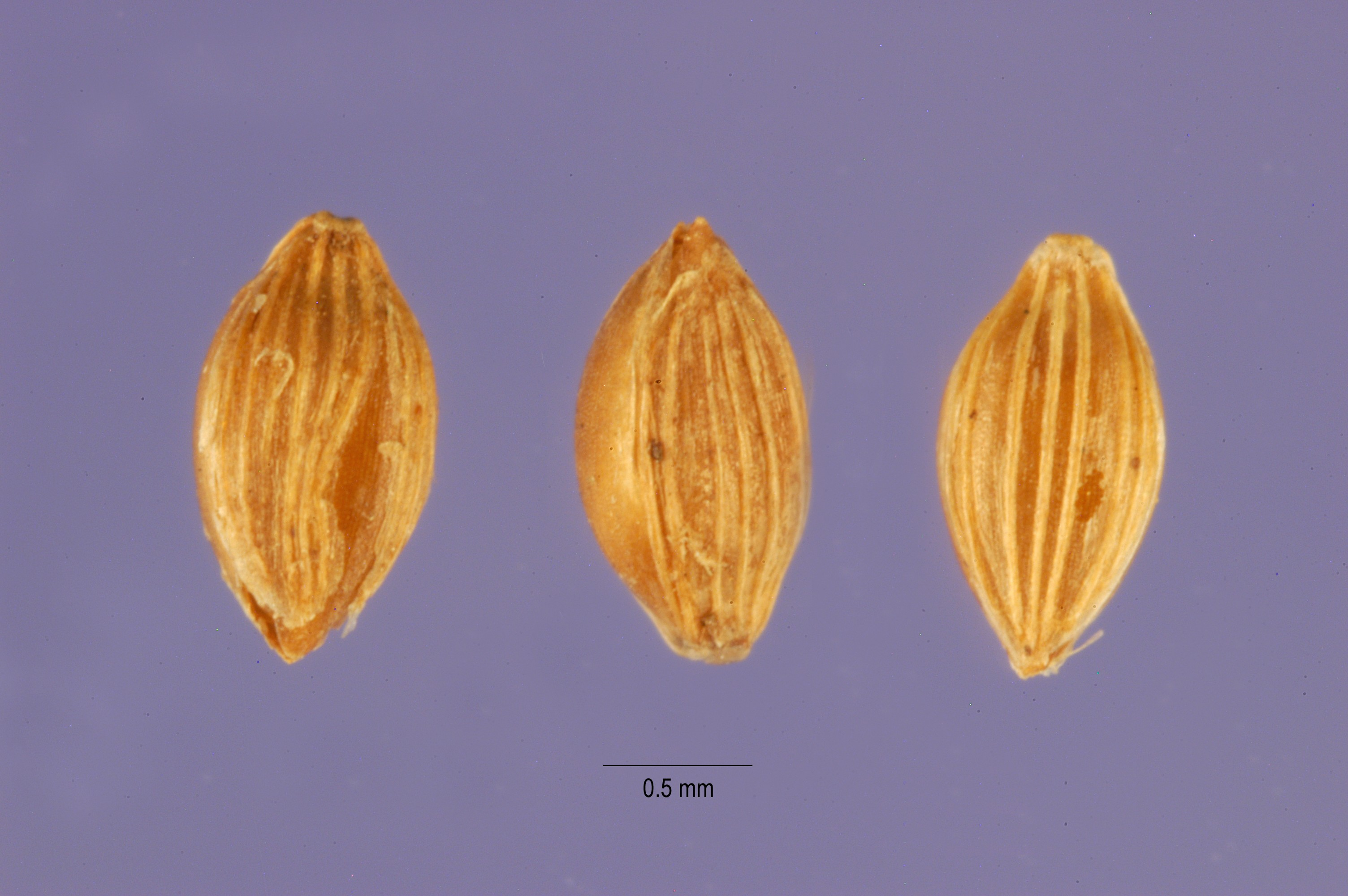
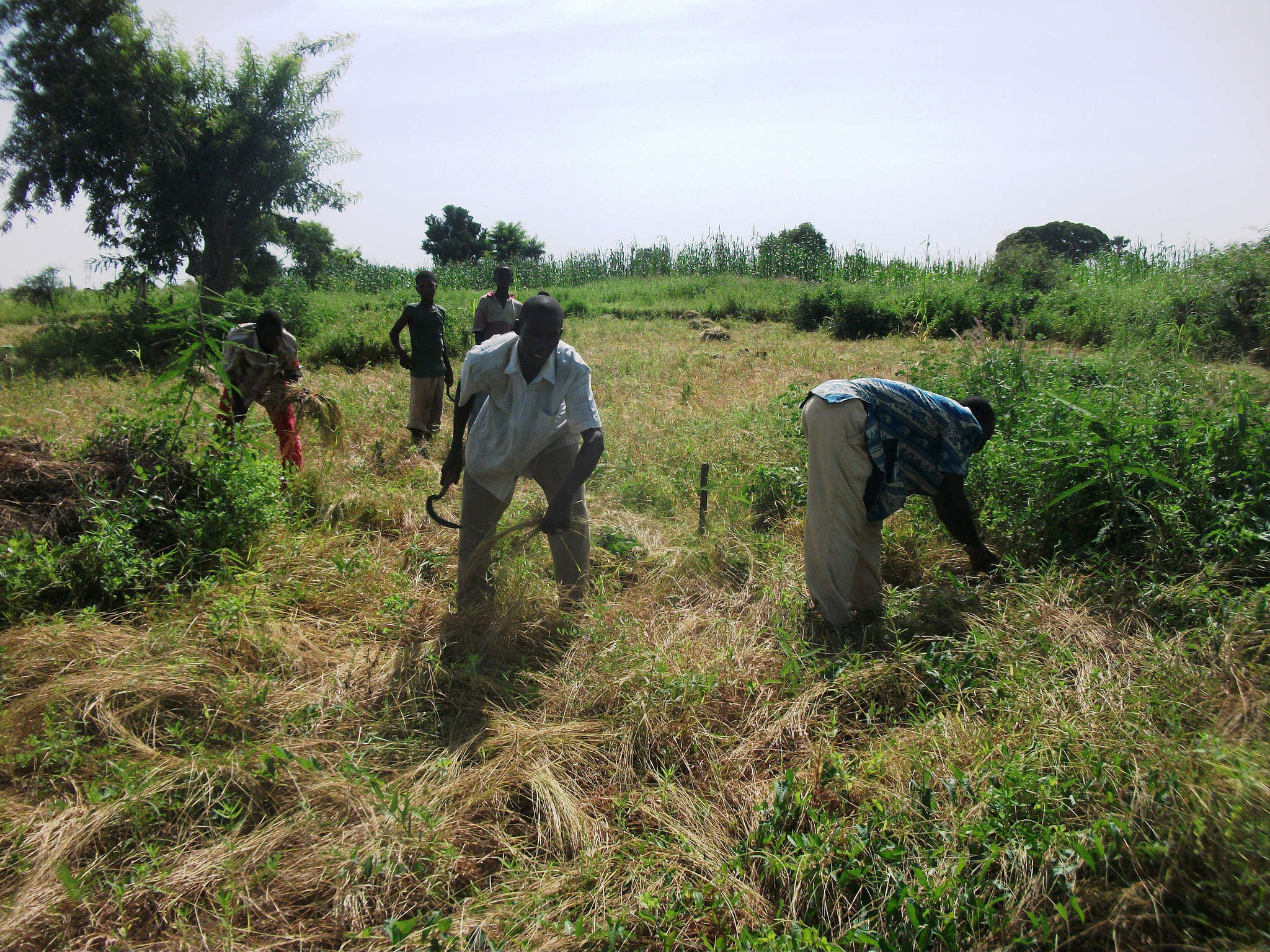